# 岡山県道257号坂辺吉井線
岡山県道257号坂辺吉井線（おかやまけんどう257ごう さかなべよしいせん）は、岡山県赤磐市を通る一般県道である。

## 概要
赤磐市坂辺と赤磐市光木（こうき）を結ぶ。

### 路線データ
- 起点：岡山県赤磐市坂辺（岡山県道27号岡山吉井線交点）
- 終点：岡山県赤磐市光木（光木交差点、国道484号交点）

## 地理

### 通過する自治体
- 岡山県
  - 赤磐市

### 交差する道路
| 交差する道路           | 交差する場所   | 交差する場所      |
| ---------------------- | -------------- | ----------------- |
| 岡山県道27号岡山吉井線 | 坂辺           | 起点              |
| 国道484号              | 光木（こうき） | 光木交差点 / 終点 |

### 沿線
- 笹岡郵便局
- 赤磐市立笹岡小学校